# Vincio di Brandeglio

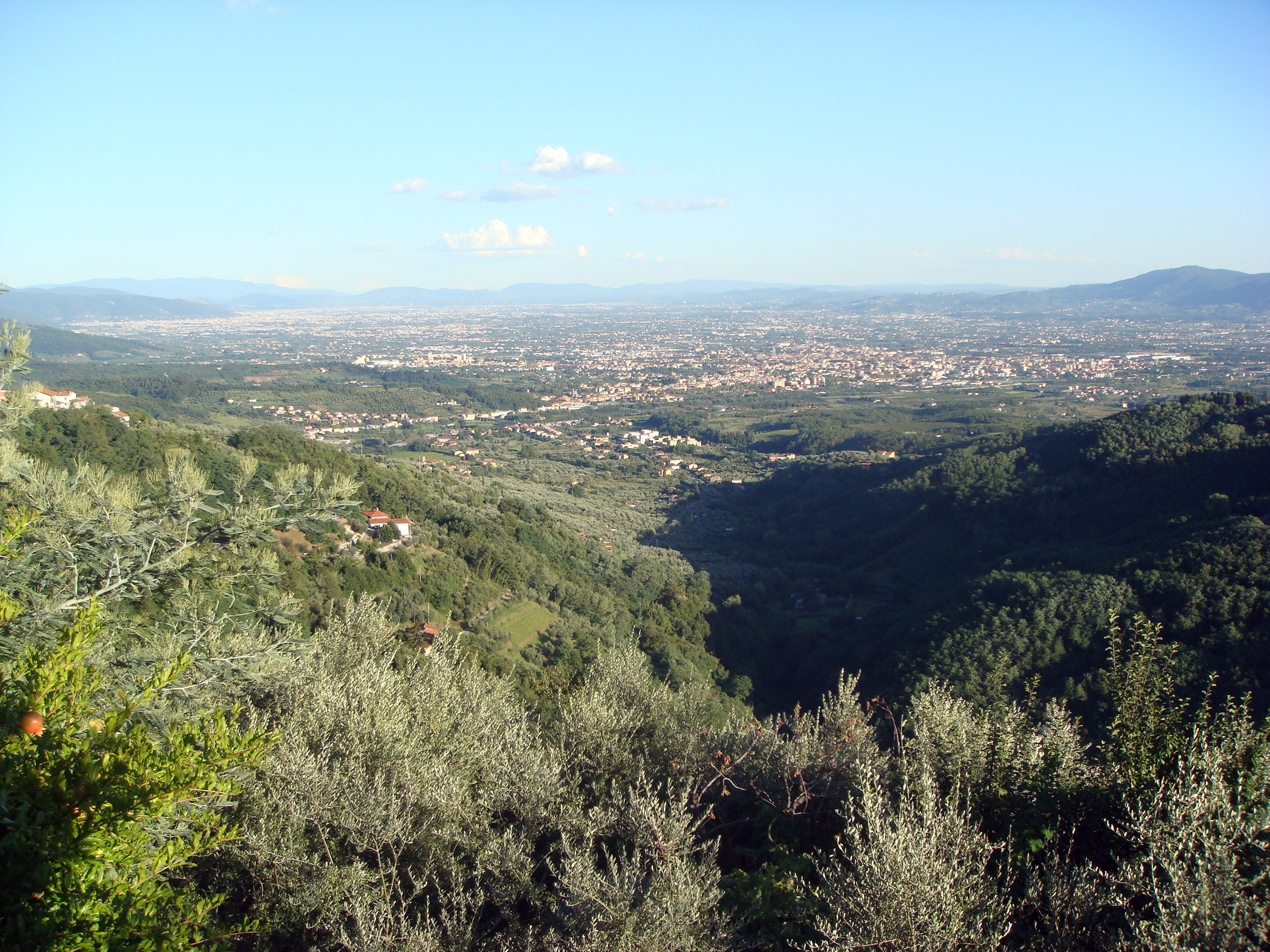
La valle del Vincio verso Pistoia

Il torrente Vincio di Brandeglio è un torrente facente parte del bacino imbrifero del torrente Ombrone Pistoiese.
Nasce nel comune di Pistoia nei pressi della frazione di Cireglio (a circa 900 metri di altitudine). Il suo regime è tipicamente torrentizio. Il suo corso iniziale presenta acque limpide e pulite, con presenza di specie ittiche pregiate come i salmonidi.
Tuttavia, il tratto finale del fiume raggiunta la frazione di Gello alle porte di Pistoia, subisce drastiche diminuzioni della portata, a causa del prelievo nei pressi del ponte dell'Agnolo verso il bacino della Giudea e non come supposto verso le aziende vivaistiche che nel territorio del torrente non sono presenti, ne sono previste dal piano regolatore del comune di Pistoia.
Il fiume si getta sempre a Gello, nell'Ombrone Pistoiese dopo un percorso di 7 km; pregevole la presenza di un ponte del XIII che lo attraversa sempre nei pressi di Gello denominato Ponte a Tecciole.